# Двадцатиугольник
Двадцатиугольник — это многоугольник с двадцатью сторонами и двадцатью углами. Сумма внутренних углов любого двадцатиугольника составляет 3240 градусов.

## Правильный двадцатиугольник
Правильный двадцатиугольник имеет символ Шлефли {\displaystyle \{20\}}, и может быть построен как усечённый десятиугольник, {\displaystyle \mathrm {t} \{10\}}, или дважды усечённый пятиугольник, {\displaystyle \mathrm {tt} \{5\}}.
Каждый из внутренних углов в правильном двадцатиугольнике равен {\displaystyle 162^{\circ }}, а это значит, что каждый из внешних углов равен {\displaystyle 18^{\circ }}.
Площадь правильного двадцатиугольника с длиной стороны {\displaystyle t} равна
{\displaystyle A={5}t^{2}(1+{\sqrt {5}}+{\sqrt {5+2{\sqrt {5}}}})\simeq 31.5687\cdot t^{2}.}
Площадь многоугольника, выраженная через радиус {\displaystyle R} его описанной окружности равна
{\displaystyle A={\frac {5R^{2}}{2}}({\sqrt {5}}-1);}
Поскольку площадь круга равна {\displaystyle \pi R^{2},} правильный двадцатиугольник заполняет примерно {\displaystyle 98,36~\%} своей описанной окружности.

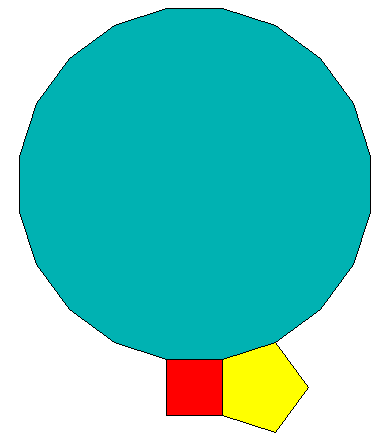
Точка на плоскости может быть полностью окружена правильным двадцатиугольником, квадратом и правильным пятиугольником.

### Построение

Построение двадцатиугольника при помощи циркуля и линейки

Так как {\displaystyle 20=2^{2}\cdot 5}, правильный двадцатиугольник можно построить при помощи циркуля и линейки, или при помощи разбиения сторон правильного десятиугольника, или двойного разбиения сторон правильного пятиугольника.

## Золотое сечениев правильном двадцатиугольнике

Построение правильного двадцатиугольника с заданной длиной стороны

- При построении с заданной длиной стороны, дуга окружности с центром {\displaystyle C} и радиусом {\displaystyle {\overline {CD}}}, разделяет сегмент {\displaystyle {\overline {E_{20}F}}} в отношении, равном золотому сечению.

{\displaystyle {\frac {\overline {E_{20}E_{1}}}{\overline {E_{1}F}}}={\frac {\overline {E_{20}F}}{\overline {E_{20}E_{1}}}}={\frac {1+{\sqrt {5}}}{2}}=\Phi \approx 1.618}

## Симметрия

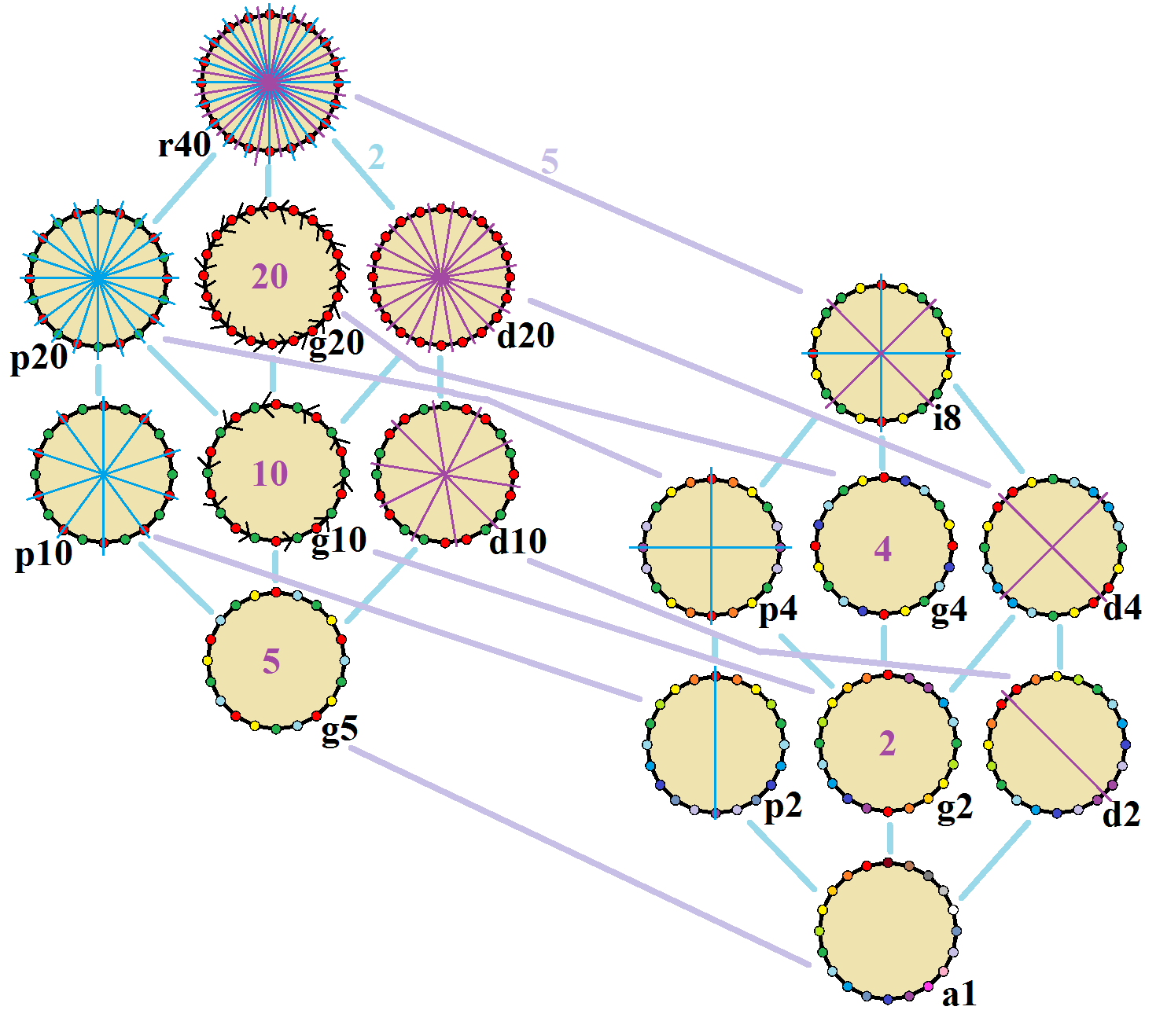
Группы симметрий правильного двадцатиугольника. Симметричные вершины окрашены в одинаковые цвета. Голубые зеркала проведены через вершины, фиолетовые — через стороны. Порядки групп вращений даны в центре.

Симметрии правильного двадцатиугольника образуют диэдральную группу {\displaystyle \mathrm {D} _{20}}. В ней можно выделить пять подгрупп диэдральных симметрий ({\displaystyle \mathrm {D} _{10},\mathrm {D} _{5},\mathrm {D} _{4},\mathrm {D} _{2}} и {\displaystyle \mathrm {D} _{1}}), и шесть циклических подгрупп ({\displaystyle \mathrm {Z} _{20},\mathrm {Z} _{10},\mathrm {Z} _{5},\mathrm {Z} _{4},\mathrm {Z} _{2}} и {\displaystyle \mathrm {Z} _{1}}). Все различные подгруппы симметрий правильного двадцатиугольника могут быть графически отображены диаграммой из {\displaystyle 16} элементов.
В данной диаграмме, предложенной Джоном Конвеем, каждая подгруппа симметрии обозначена буквой и собственным порядком. Вся группа симметрий названа {\displaystyle \mathrm {r} 40}, а тривиальная подгруппа, соответствующая полному отсутствию симметрии, обозначена как {\displaystyle \mathrm {a} 1}. Диэдрические группы симметрии делятся на те, оси симметрий которых проходят только через вершины ({\displaystyle \mathrm {d} } — diagonal), только через рёбра ({\displaystyle \mathrm {p} } — perpendicular) или через и то, и другое (такая подгруппа обозначена буквой {\displaystyle \mathrm {i} }). Циклические симметрии обозначены буквой {\displaystyle \mathrm {g} } (англ. gyration) и своим порядком.
Группа симметрий любого неправильного двадцатиугольника образует подгруппу {\displaystyle \mathrm {D} _{20}}. Среди них наиболее симметричными являются фигуры, соответствующие симметриям {\displaystyle \mathrm {d} 20} (изогональный двадцатиугольник, построенный при помощи десяти зеркал с чередованием длинных и коротких рёбер) и {\displaystyle \mathrm {p} 20} (изотоксальный двадцатиугольник, в котором все стороны равны между собой, но внутренние углы при вершинах чередуются). Эти две формы двойственны друг другу и каждая из них обладает половиной симметрий правильного двадцатиугольника.

## Разбиения
| Правильное разбиение | Изотоксальное разбиение |

По Коксетеру, любой зоногон ({\displaystyle 2m}-угольник, у которого противоположные стороны равны и параллельны друг другу) может быть разбит на {\displaystyle m(m-1)/2} параллелограммов. В частности, это так для всех правильных многоугольников с чётным числом сторон — в этом случае все параллелограммы являются ромбами. Для двадцатиугольника {\displaystyle m=10}, а значит, его можно разбить на {\displaystyle 45} параллелограммов: {\displaystyle 5} квадратов и {\displaystyle 4} набора ромбов — по {\displaystyle 10} в каждом. Это разбиение основано на проекции Декеракта в виде многоугольника Петри с {\displaystyle 45} гранями из {\displaystyle 11520}. Согласно данным из последовательности A006245, количество всевозможных описанных разбиений {\displaystyle 20}-угольника равно {\displaystyle 18410581880}, если зеркальные и повёрнутые копии разбиения считать различными.
| Декеракт |

## Связанные многоугольники
Икосаграмма — звёздчатый многоугольник с двадцатью сторонами, имеющий символ Шлефли {\displaystyle \{20/n\}}. Есть три правильных икосаграммы с символами Шлефли {\displaystyle \{20/3\}}, {\displaystyle \{20/7\}} и {\displaystyle \{20/9\}}. Есть также ещё 5 звёздчатых многоугольников с тем же относительным расположением вершин: {\displaystyle 2\{10\}}, {\displaystyle 4\{5\}}, {\displaystyle 5\{4\}}, {\displaystyle 2\{10/3\}}, {\displaystyle 4\{5/2\}} и {\displaystyle 10\{2\}}.
| n               | 1                                  | 2                                | 3                                 | 4                               | 5                                 |
| Форма           | Выпуклый многоугольник             | Составной                        | Звёздчатый многоугольник          | Составной                       | Составной                         |
| --------------- | ---------------------------------- | -------------------------------- | --------------------------------- | ------------------------------- | --------------------------------- |
| Фото            | {\displaystyle \{20/1\}=\{20\}}    | {\displaystyle \{20/2\}=2\{10\}} | {\displaystyle \{20/3\}}          | {\displaystyle \{20/4\}=4\{5\}} | {\displaystyle \{20/5\}=5\{4\}}   |
| Внутренний угол | {\displaystyle 162^{\circ }}       | {\displaystyle 144^{\circ }}     | {\displaystyle 126^{\circ }}      | {\displaystyle 108^{\circ }}    | {\displaystyle 90^{\circ }}       |
| n               | 6                                  | 7                                | 8                                 | 9                               | 10                                |
| Форма           | Составной                          | Звёздчатый многоугольник         | Составной                         | Звёздчатый многоугольник        | Составной                         |
| Фото            | {\displaystyle \{20/6\}=2\{10/3\}} | {\displaystyle \{20/7\}}         | {\displaystyle \{20/8\}=4\{5/2\}} | {\displaystyle \{20/9\}}        | {\displaystyle \{20/10\}=10\{2\}} |
| Внутренний угол | {\displaystyle 72^{\circ }}        | {\displaystyle 54^{\circ }}      | {\displaystyle 36^{\circ }}       | {\displaystyle 18^{\circ }}     | {\displaystyle 0^{\circ }}        |

Более глубокие усечения правильного десятиугольника и декаграммы могут привести к изогональным (вершинно-транзитивным) промежуточным формам икосаграмм с одинаково расположенными вершинами и двумя длинами ребер.
Правильную икосаграмму {20/9} можно рассматривать как квазиусеченный десятиугольник, t{10/9}={20/9}. Аналогично декаграмма {10/3} имеет квазиусечение t{10/7}={20/7}, и, наконец, простое усечение декаграммы дает t{10/3}={20/3}.
| Квазирегулярный |  |  |  |  | Квазирегулярный |
| t{10}={20}      |  |  |  |  | t{10/9}={20/9}  |
| t{10/3}={20/3}  |  |  |  |  | t{10/7}={20/7}  |

### Многоугольники Петри
Правильный двадцатиугольник является многоугольником Петри для ряда политопов, что показано в ортогональных проекциях на плоскость Коксетера:
| A19         | B10          | B10      | D11        | E8    | H4              | ½2H2               | 2H2               | 2H2             |
| ----------- | ------------ | -------- | ---------- | ----- | --------------- | ------------------ | ----------------- | --------------- |
| 19-симплекс | 10-ортоплекс | Декеракт | 11-полукуб | (421) | Шестисотячейник | Великая антипризма | 10-10 дуопирамида | 10-10 дуопризма |

Он также является многоугольником Петри для икосаэдрального 120-ячейника, малого звездчатого 120-ячейника, великого икосаэдрического 120-ячейника и большого великого 120-ячейника.